# Artur Ahuir i López
Artur Ahuir i López (València, 1965) és un filòleg i professor d'ensenyament mitjà valencià. Acadèmic de l'Acadèmia Valenciana de la Llengua on s'integra a les seccions de gramàtica, lexicografia i assessorament lingüístic. Anteriorment va ser membre de la Secció de Llengua i Literatura de la Real Acadèmia de Cultura Valenciana, i president de les Joventuts de Lo Rat Penat i membre de la Junta de Govern d'esta mateixa entitat (1988-1992).

## Biografia
Ahuir va ser membre de Lo Rat Penat, presidint les seues joventuts, i després membre de la secció de llengua de la RACV. El 2004 era l'autor amb major producció escrita en Normes del Puig. En 2005 va afirmar: "El valencià té relacions palpables en un 80 o un 90 per cent amb la llengua de catalans i balears. Però, d'altra banda, és l'idioma històric i propi dels valencians, una modalitat que és històrica, que és tradicional i que és vista així pel nostre poble."
Artur Ahuir s'ha destacat com un estudiós de la història de la literatura i de l'època medieval; i en la seua època com a escriptor en Normes del Puig ha estat director literari de la col·lecció "Clàssics valencians" de l'Editorial l'Oronella, i de "l'Olleta de poesia", i assessor de la col·lecció "l'Alfardó".
Amb la creació de l'Acadèmia Valenciana de la Llengua, esdevé vocal de l'entitat normativa del valencià alhora que és expulsat de la Real Acadèmia de Cultura Valenciana arran la publicació del dictamen on l'AVL reconeixia la unitat de la llengua valenciana-catalana. Ahuir va ser un dels responsables de la creació del Diccionari Normatiu Valencià, publicat en 2014.

## Obra
En el camp de la investigació literària destaquen:
- L'obra poètica del valencià Gilabert de Próxita (1991), Premi Jaume Roig d'Investigació.
- Ausias March. Antologia (1993).
- Iniciació a Ausias March (1994).
- Antologia de la poesia patriòtica valenciana 1808-1996 (1996), junt a Voro López.
- Les proses profanes de Roïç de Corella
- Referències mitològiques i animalístiques en l'obra d'Ausias March

En col·laboració amb Alícia Palazón ha publicat Història de la Lliteratura en Llengua Valenciana, en dos volums, i una extensa Història de la Literatura Valenciana, en huit volums, que durà a terme la Diputació de València.
També ha publicat obres literàries com ara:
- A espentes del silenci (coautor). Autor-Editor 12 (1991)
- De lletres i rent. Lo Rat Penat (1993)
- Narrativa valenciana de postguerra (coautor) Editorial L'Oronella (1997)
- De set en set. Ajuntament de València (1996)
- Llibre de vicis. Aitana editorial (1998)

## Premis
Està en possessió de diverses Flors Naturals en els anys 1992, 1993 i 1994, del Premi Roís de Corella de Poesia en valencià de 1993, pel poemari De set en set, i del guardó Escritor de l'Any de 1994, atorgat per l'Associació d'Escritors en Llengua Valenciana.